# Đường sắt Nhật Bản (công ty)

Logo của hãng Đường sắt Nhật Bản, tức JR

Sáu khu vực đường sắt hành khách của JR group

Hãng Đường sắt Nhật Bản, thường được biết qua thương hiệu tiếng Anh Japan Railways Group, viết tắt là JR Group (JRグループ Jeiāru Gurūpu) là một tập hợp gồm bảy hãng đường sắt tư nhân. Nguyên thủy đây là hãng Đường sắt Quốc gia Nhật Bản (日本国有鉄道 (Nhật Bản Quốc hữu Thiết đạo) Nihon Kokuyū Tetsudō), đến 1 Tháng Tư, 1987 thì phân ra làm bảy hãng nhỏ để hoạt động uyển chuyển hơn trong ngành vận tải. Bảy hãng từ bắc xuống nam gồm:
| Kiểu                | Công ty (viết tắt Tiếng Việt, Tiếng Anh)                             | Biểu trưng / Màu | Cổ phiếu           | Khu                                  | Chú thích |
| ------------------- | -------------------------------------------------------------------- | ---------------- | ------------------ | ------------------------------------ | --- |
| Hành khách          | Công ty Đường sắt Hokkaido (JR Hokkaido)                             | Grass            | Không được liệt kê | Hokkaidō                             | vận hành Hokkaidō Shinkansen tại Hokkaido                                                                                  |
| Hành khách          | Công ty Đường sắt Đông Nhật Bản (JR Đông, JR East)                   | Forest           | TYO: 9020          | Tōhoku, Kantō, Hokuriku, Kōshin'etsu | vận hành Tōhoku Shinkansen, Yamagata Shinkansen, Akita Shinkansen, Jōetsu Shinkansen và Hokuriku Shinkansen (cùng JR West) |
| Hành khách          | Công ty Đường sắt Trung Nhật Bản (JR Trung, JR Central)              | Pumpkin          | TYO: 9022          | Tōkai                                | vận hành Tōkaidō Shinkansen tại Kantō và Kansai                                                                            |
| Hành khách          | Công ty Đường sắt Tây Nhật Bản (JR Tây, JR West)                     | Ocean            | TYO: 9021          | Hokuriku, Kansai, Chūgoku, Kyūshū    | vận hành Sanyō Shinkansen tại Kansai, Chūgoku và Kyushu và Hokuriku Shinkansen (cùng JR East) tại Hokuriku                 |
| Hành khách          | Công ty Đường sắt Shikoku (JR Shikoku)                               | Sky              | Không được liệt kê | Shikoku                              | |
| Hành khách          | Công ty Đường sắt Kyushu (JR Kyushu)                                 | Đỏ tươi          | TYO: 9142          | Kyūshū                               | vận hành Kyūshū Shinkansen tại Kyūshū                                                                                      |
| Vận chuyển hàng hóa | Công ty Đường sắt Vận chuyển hàng hóa Nhật Bản (JR VCHH, JR Freight) | Slate            | Không được liệt kê | Toàn quốc                            | |

Ngoài ra, nhóm cũng bao gồm hai công ty khác bao gồm:
| Kiểu               | Công ty (viết tắt Tiếng Anh)              | Biểu trưng / Màu | Cổ phiếu           | Khu | Chú thích |
| ------------------ | ----------------------------------------- | ---------------- | ------------------ | --- | --------- |
| Tổ chức nghiên cứu | Viện nghiên Cứu kỹ Thuật Đường sắt (RTRI) | Lavender         | Không được liệt kê |     |           |
| Dịch vụ CNTT       | Hệ thống Thông tin Đường sắt (JR System)  | Burgundy         | Không được liệt kê |     |           |

Hãng Đường sắt Nhật Bản là công ty cốt lõi điều hành mạng đường sắt ở Nhật gồm phần lớn các tuyến đường sắt liên tỉnh và hệ thống Shinkansen. Các hãng JR East, JR Central, JR West và JR Kyushu đã tư hữu hóa toàn phần. Trong khi đó JR Hokkaido, JR Shikoku và JR vận tải vẫn còn phụ thuộc chính phủ Nhật Bản.
Du khách đến Nhật Bản thường tiếp cận hệ thống đường sắt qua JR Rail Pass.

## Lịch sử
Hãng Đường sắt Nhật Bản hình thành từ thời Minh Trị. Đoạn đường sắt đầu được thiết lập năm 1872, chạy đoạn ngắn từ Yokohama đến Shimbashi (ngoại ô Tokyo). Vì thiếu vốn nên chính phủ chịu cấp giấy phép để các công ty tư nhân nhập cuộc. Năm 1906 thì chính phủ Nhật lại thay đổi chính sách, ép 17 công ty đường sắt tư nhân lớn nhượng lại cho nhà nước và gộp lại dưới tên "Đường sắt Hoàng triều" đến năm 1945 thì đổi tên là (Đường sắt Quốc gia Nhật Bản (日本国有鉄道 Nihon Kokuyū Tetsudō, Nhật Bản Quốc hữu Thiết đạo), tiếng Anh: Japan National Railways, JNR). Trong khi đó vẫn có khoảng 20 hãng nhỏ do tư nhân sở hữu vẫn hoạt động độc lập.
Đến thập niên 1960 thì JNR bắt đầu gặp nhiều trở ngại về tài chính, lỗ 30 tỷ yen năm 1964. Khoản nợ tăng nhanh, đến năm 1986 thì vượt 1360 tỷ yen. Cùng lúc đó xung khắc nhân sự giữa công đoàn và giới quản lý gây nhiều khó khăn khiến chính phủ Nhật tìm cách xúc tiến giải tư. Tuy nhiên nếu giải tỏa toàn phần và đem bán cổ phiếu thì giá cố phiếu sẽ chìm, không gỡ được để trả nợ nên việc tư nhân hóa được thực hiện từng phân đoạn một, bắt đầu với JR East, tức khu vực sinh lợi nhiều nhất vào năm 1987 để giữ giá cổ phiếu ổn định. Tính đến năm 1993 thì đã bán hơn 60% cổ phiếu JR East. Sang đến năm 2002 thì JR East đã tư hữu hóa toàn phần. Cùng khi đó hơn 60% cổ phiếu JR West và JR Central cũng đã sang lại cho tư nhân.